# مارغريت بولوك
مارغريت بولوك (بالإنجليزية: Margaret Bullock)‏ هي صحفية وسفرجات نيوزيلندية، ولدت في 4 يناير 1845، وتوفيت في 17 يونيو 1903.